# Escuela de Gobierno Profesor Paulo Neves de Carvalho

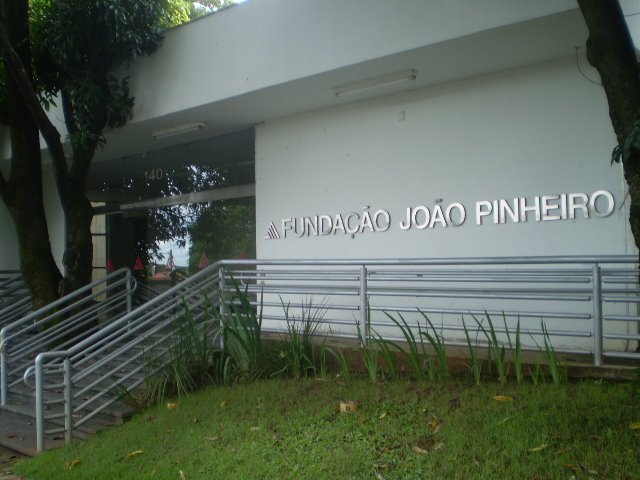
Portada del campus Pampulha.

La Escuela de Gobierno Profesor Paulo Neves de Carvalho es una institución de educación superior pública que se encuentra en la ciudad de Belo Horizonte, capital del estado de Minas Gerais, Brasil. La facultad ofrece licenciatura, magíster, especialización y extensión en el ámbito de la Administración Pública. Es un órgano de Fundación João Pinheiro, nombre por la cual es más conocida, y está vinculada al gobierno del estado de Minas Gerais por medio de la Secretaria de Estado de Planificación y Gestión (SEPLAG).
La Escuela de Gobierno de Fundación João Pinheiro se estableció en 1992 con la misión de promover la modernización y profesionalización del gobierno y el perfeccionamiento de la formación de personal técnico a los gobiernos municipales, provinciales y federales, promoviendo nuevas técnicas de gestión y desarrollo de estudios e investigaciones en la administración pública.

## El "CSAP"
La carrera de licenciatura en Administración Pública, conocida como CSAP, asegura que el estudiante, al graduarse, será nominado automáticamente para el nivel inicial de la carrera de Expertos en Políticas Públicas y Gestión Gubernamental, que integra la estructura del Poder Ejecutivo del estado de Minas Gerais. El CSAP es la única carrera en el país con esta característica. El curso dura ocho semestres y, además de la enseñanza gratuita, cada estudiante recibe una beca de un salario mínimo.
La Escuela de Gobierno de la Fundación João Pinheiro es una de las 25 instituciones de educación superior en Brasil que obtuvo el concepto 5 (máximo) en el índice general del Ministerio de la Educación (MEC) en 2011, en que se evaluaron 1793 instituciones. Además, la carrera de Administración Pública, ofrecido por la EG-FJP, se clasificó entre las 10 mejores escuelas de administración en el país, de acuerdo con los resultados del ENADE.

## Carreras
- Curso de Administración Pública (CSAP) - Pregrado dedicado a la formación de profesionales que tienen intereses en las áreas de desempeño de la administración pública y la formulación, ejecución y evaluación de políticas públicas.
- Magíster en Administración Pública - establecida en 1995, acreditados por la CAPES, tiene como objetivo la formación teórica y técnica de alto nivel con énfasis en los temas centrales de la administración pública moderna. Está dirigido a profesionales que trabajan en el servicio público, centros de investigación y educación superior, el sector privado y las organizaciones no gubernamentales e interesados en los problemas de la administración pública y la formulación, planificación, ejecución y evaluación de políticas públicas.
- Programa de especialización en Administración Pública (PROAP) - usando el conocimiento para construir una visión estratégica de la administración pública, el programa está diseñado para profesionales de alto nivel de las diferentes esferas de gobierno y los profesionales que intervienen en la administración pública.
- Especialización en Seguridad Pública - ofrecido en colaboración con la Policía Militar de Minas Gerais (PMMG), tiene como objetivo promover la reflexión y el debate sobre las políticas de seguridad pública y el papel de PMMG en la planificación y aplicación de estas políticas.
- Especialización en Gestión Estratégica de Seguridad Pública - orientado a oficiales de la Policía Militar de Minas Gerais y de otros estados de Brasil, tiene por objeto capacitar a estos funcionarios como gerentes estratégicos de la corporación.
- Curso de Extensión - para formar, capacitar, desarrollar y optimizar las capacidades de los funcionarios públicos del Estado. Es coordinado por la Secretaria de Estado de Planificación y Gestión (SEPLAG) y administrado por la Escuela de Gobierno, teniendo en cuenta la directriz del proyecto "Choque de gestión - Personas, Calidad e Innovación en la Administración Pública" del Gobierno de Minas Gerais.[5]